# لاسي لارسون
لاسي لارسون (بالسويدية: Lasse Larsson)‏ هو مدرب كرة قدم ولاعب كرة قدم سويدي، ولد في 16 مارس 1962 في تريليبورج في السويد، وتوفي في 8 مارس 2015 في مالمو في السويد. شارك مع منتخب السويد تحت 21 سنة لكرة القدم ومنتخب السويد لكرة القدم. أما مع النوادي، فقد لعب مع أتالانتا ونادي مالمو.

## مسيرته الكروية
لعب لاسي لارسون خلال مسيرته الاحترافية مع 3 أندية في ثلاثة عشر موسمًا وسجل خلالها 57 هدفًا ضمن 108 مباراة. حيث فاز في ثلاثة مواسم بالكأس وفي موسمين بالدوري.
خاض لاسي لارسون مسيرته مع نادي مالمو في موسم 1982 في المرة الأولى واستمر معه طيلة ثلاثة مواسم ثم في موسم 1985 ليلعب معه سبعة مواسم، مشاركًا طوالها في 102 مباراة سجل خلالها 57 هدفًا. ثم انتقل إلى نادي أتالانتا في موسم 1984–85 لمدة موسم واحد، حيث شارك في 4 مباريات ولم يسجل أي هدف. لينتقل بعدها إلى نادي تريليبورج ‏ في عامي 1992-1994 ولمدة موسمين، مشاركًا في مباراتين ولم يسجل أي هدف أيضًا.

## وصلات خارجية
- لاسي لارسون على موقع قاعدة بيانات كرة القدم.إي يو (الإنجليزية)
- لاسي لارسون على موقع ناشيونال فوتبول تيمز (الإنجليزية)
- لاسي لارسون على موقع عالم كرة القدم.نت (الإنجليزية)